# Меровинги
О киногерое см. Меровинг (Матрица)
Мерови́нги (фр. Mérovingiens, нем. Merowinger и Merovinger) — первая династия франкских королей, правившая с конца V до середины VIII века во Франкском государстве. Династия происходила из салических франков, которые в V веке обосновались в Камбре (Хлодион Длинноволосый) и Турне (Хильдерик I).

## Мифические и легендарные предки
Долгое время считалось, что первым вождём франков из династии Меровингов был Фарамонд, сын Маркомира. Эта версия была распространена в средние века, однако позже историки пришли к выводу, что такого франкского правителя всё-таки не было. Кроме того, средневековые хронисты писали о том, что Фарамонд и последующие короли франков вели свой род от троянцев, которые прибыли в незапамятные времена на территорию Галлии. Здесь существуют многочисленные расхождения — чаще всего предками Меровингов назывались царь Приам или герой троянской войны Эней.

### Происхождение имени
По легенде, одним из предков королей династии Меровингов был вождь салических франков Меровей, правивший приблизительно с 448 по 457 год. Именно ему Меровинги обязаны именем своей династии. Факт его существования не очевиден, но Меровинги были убеждены в его реальности и гордились своим происхождением от него. По легенде, Меровей был рождён женой Хлодиона от морского чудовища.

## Длинноволосые короли
Короли Франкии, царствовавшие в этих землях и принадлежавшие к династии Меровингов, носили очень длинные волосы, считавшиеся свидетельством их избранности и Божьей к ним милости. Франки верили, что Меровинги обладают магической силой, заключавшейся в чрезвычайно длинных волосах их владельцев и выражавшейся в «королевском счастье», олицетворявшем в себе благополучие франкского народа. Современники называли их «длинноволосыми королями» (лат. rēges crīnīti). Так, согласно Григорию Турскому, придя из Паннонии, франки «прежде всего заселили берега Рейна. Затем… перешли Рейн, прошли Торингию и там по округам и областям избрали себе длинноволосых королей из своих первых, так сказать, более знатных родов». (Но, «видимо, этот народ всегда был привержен язычеству; они совершенно не признавали Бога», — пишет он далее). «Правителей с длинными золотистыми волосами» с правого берега Рейна и их союзные тогда отношения с римлянами в контексте повествования о франках упоминает до этого и Клавдий Клавдиан. По свидетельству Агафия Миринейского, у правителей франков были «длинные развевающиеся волосы, простирающиеся до спины», им было запрещено «когда-либо стричься, и они остаются с детства нестрижеными… волосы их сзади красиво падают на плечи, и спереди посредине разделены пробором… Это считается как бы некоторым знаком и величайшей прерогативой чести королевского рода. Подданные же стригутся в кружок, и иметь им длинные волосы отнюдь не разрешается». Те из них, которые относились к франкам, стриглись до плеч. Короткие волосы были не в обычаях германцев, к которым они принадлежали. Такие причёски были свойственны римлянам (и получили у них распространение с III века до н. э.). Что же до галлов, то из-за их обыкновения не обрезать свои волосы большая часть этой страны ещё в I веке называлась римлянами «Косматой Галлией». Хотя прерогатива носить чрезвычайно длинные волосы принадлежала меровингским верхам, изначально небелгским и некельтским, традицией она становится, кажется, на территориях прежней Галлии, где к приходу римлян тоже предпочитали неукороченные причёски. Отсечение волос считалось тяжелейшим оскорблением для представителя династии Меровингов и на практике означало потерю его прав на обладание властью (примером тому может служить сын Хлодомира Хлодоальд, известный впоследствии как святой Клод).

## Краткий исторический обзор

Карта франкского государства — территориальные расширения от 481 до 814 г.

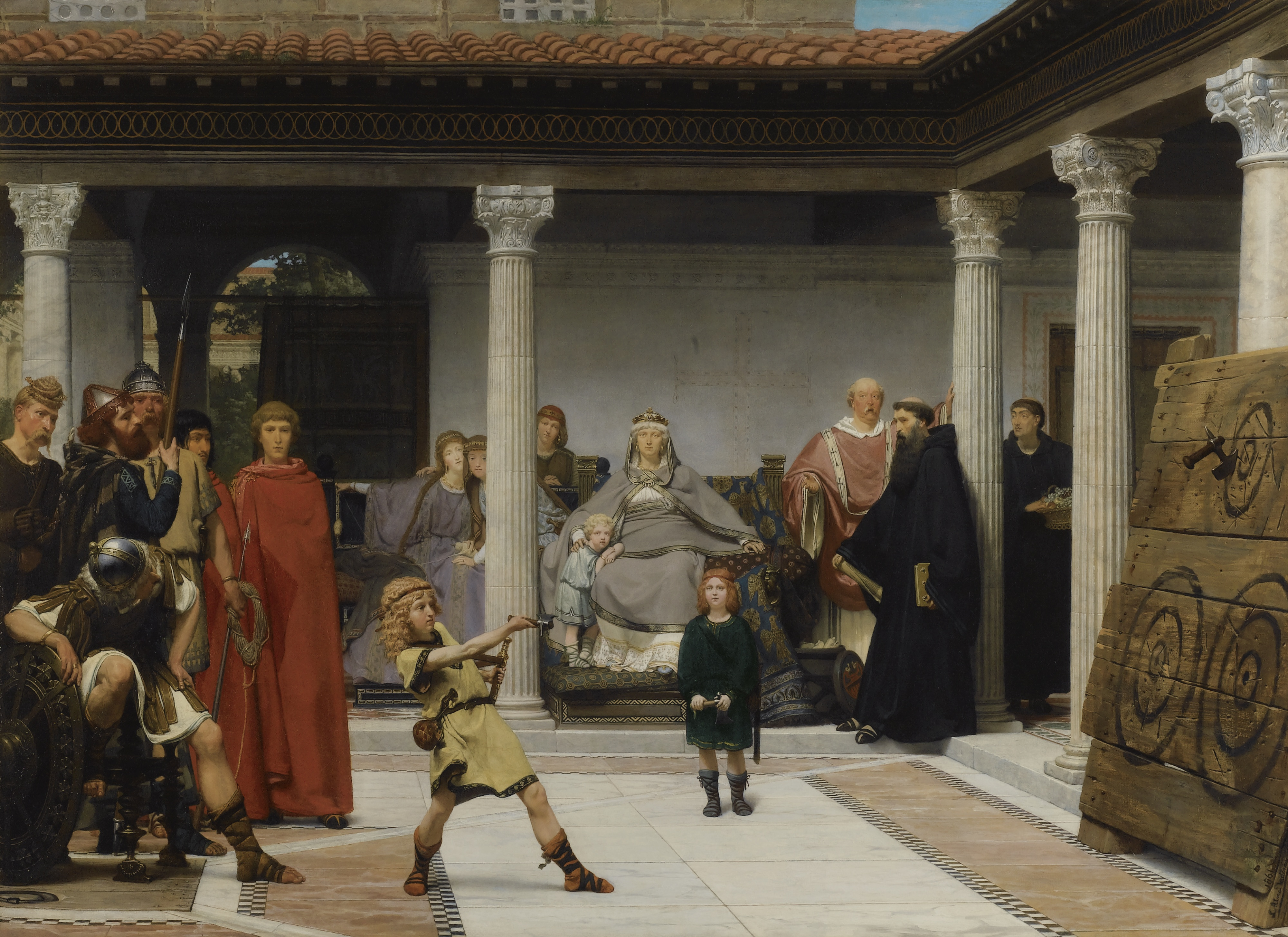
Воспитание детей Хлодвига. Картина Лоуренса Альма-Тадемы (1861)

Более подробную историческую справку можно получить из статей о каждом из королей династии Меровингов (см. список королей Франции)
Первым историческим вождём салических франков большинство историков признают Хильдерика (около 457 — около 481), сына легендарного Меровея. Именно при нём будущая территория франкского королевства начала расширяться. Он сражался под предводительством римского полководца Эгидия с вестготами и оказал поддержку полководцу Павлу в борьбе с саксами.
Но истинным основателем королевства франков является сын Хильдерика Хлодвиг (около 481—511), внук Меровея. Он вёл активную завоевательную политику и значительно расширил владения франков, став основателем Франкского королевства (лат. Regnum Francorum). Хлодвиг присоединил к своим землям север Галлии, одержав в 486 году победу над Сиагрием, объявившим себя «царём римлян» на землях между Луарой и Сеной. Затем расширил границы своего королевства вплоть до верховий Рейна, разгромив аламаннов в битве при Толбиаке в 496 году. Около 498 года Хлодвиг принял крещение и благодаря этому получил поддержку галло-римской знати и духовенства. На протяжении всего своего правления Хлодвиг совершал многочисленные набеги на земли вестготов, окончательно разгромив их в 507 году в битве при Вуйе. Кроме того, в период его правления была издана «Салическая правда», а столицей стал Париж. С Хлодвига начинается так называемый «меровингский период» в истории Франции, который продлился с конца V века до конца VII века.
По германской традиции после смерти Хлодвига королевство было поделено между его четырьмя сыновьями: Теодорих стал королём Реймса, Хлодомир — Орлеана, Хильдеберт — Парижа и Хлотарь — королём Суассона. Раздробленность королевства не помешала франкам объединить свои усилия для совместных действий против бургундов, государство которых было покорено после затяжной войны в 520—530 годах. Ко времени сыновей Хлодвига относится и присоединение области будущего Прованса, оказавшееся бескровным. Меровингам удалось добиться передачи этих земель от остготов, втянутых в длительную войну против Византии.
В 558 году вся Галлия объединилась под властью Хлотаря I, владевшего ею до своей смерти в 561 году. Но и у него было четыре наследника, что привело к новому дроблению государства на три части — Бургундию (на востоке Франкского королевства, на территории бывшего государства бургундов), Австразию (на северо-востоке Галлии, в том числе исконные земли франков по берегам Рейна и Мааса) и Нейстрию (на северо-западе с центром в Париже). На юго-западе располагалась Аквитания, которая считалась общей территорией всех трёх франкских королей.
Традиция наследственного деления имущества была у всех германских народов: после смерти короля все его дети мужского пола должны были получить свою долю, так как королевство считалось личным имуществом предыдущего правителя. Следовательно, королевство постоянно дробилось, а желание собрать под своей властью как можно большую территорию приводило к братоубийственным заговорам и войнам. Например, после смерти Хлодомира Хильдеберт и Хлотарь объединились и убили малолетних наследников своего брата, а его королевство поделили между собой. Кроме того, в раннем средневековье ещё была широко распространена кровная месть, поэтому одно убийство влекло за собой целую серию новых конфликтов, сражений и тайных заговоров.
Примером тому может послужить сорокалетняя война (575—613) между двумя франкскими королевами — Фредегондой, женой короля Нейстрии, и Брунгильдой, женой короля Австразии. В конце концов сыну Фредегонды Хлотарю II (613—628) удалось объединить под своей властью три королевства франков, свергнув и жестоко казнив Брунгильду. Он сумел этого добиться благодаря поддержке местной знати и духовенства, так как он обязался не вмешиваться в их дела, что значительно усилило землевладельцев-магнатов, графов и епископов.
После смерти Хлотаря II ему наследовали два его сына — Дагоберт и Хариберт. Правление Дагоберта (629—639) было особенно успешным, так как ему удалось ненадолго укрепить престиж королевской власти и проводить успешную завоевательную политику. Он сумел присоединить к своему королевству земли алеманнов, совершил несколько походов в Италию, Испанию и славянские земли Центральной Европы и даже ненадолго захватил Бретань. Но для поддержки знати и духовенства Дагоберту приходилось раздавать земли, что исчерпало запасы государственного земельного фонда (фиска). Дагоберт умер в 639 году и был похоронен в базилике аббатства Сен-Дени, которая с этого момента стала главной усыпальницей французских королей.
Несмотря на недолгое усиление королевской власти при Дагоберте, всё больше власти получали майордомы (лат. major domus — управляющий дворцовым хозяйством) во всех трёх королевствах. Они заведовали доходами и расходами королевского двора, командовали стражей, выступали в качестве представителей королей перед знатью. Период бездействия королей и фактического правления майордомов принято называть периодом «ленивых королей».

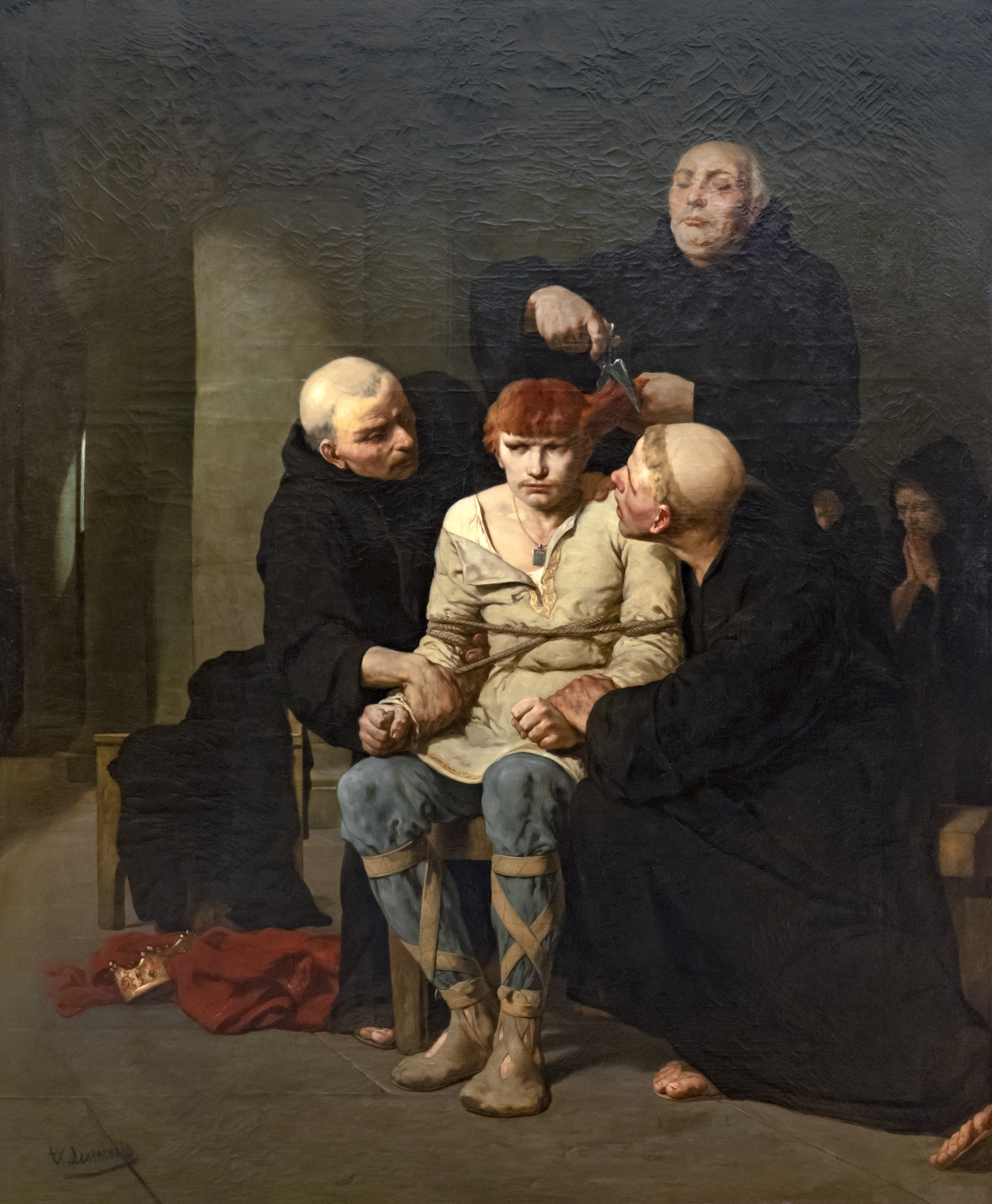
Последний из Меровингов. Картина Эвариста Виталя Люмине (1883).

Но всё-таки имя и сакральный статус Меровингов позволили наследникам Дагоберта оставаться у власти ещё некоторое время. К примеру, Сигеберт III, сын Дагоберта, почитался франками как святой. Поэтому попытка майордома Гримоальда Старшего отстранить Дагоберта II, сына Сигеберта, от власти закончилась казнью Гримоальда. История Дагоберта II, отстранённого от власти майордомом (его отослали в Ирландию, но он вернулся), стала отправным пунктом исторической фантазии М. Байджента, Р. Лея и Г. Линкольна о спасении Меровингов.
Падение Меровингов затянулось на столетие. После неудачи Гримоальда майордомы стремились использовать сакральный статус королей в политической борьбе: после поражения Австразии в войне против Нейстрии безвластный австразийский король был увезён в Париж, что означало потерю Австразией самостоятельности. Во второй половине VII века франкское государство вновь распалось, но в первой трети VIII века его объединил Карл Мартелл, могущественный победитель в битве при Пуатье. Несмотря на успехи, Карл не решился занять трон. Долгое время майордом, принявший вместо престола титул вице-короля, избирал другую тактику. Престол оставался вакантным, пока сыновья Карла Мартелла не возвели на него Хильдерика III, до того времени заключённого в монастырь.
Майордом Пипин Короткий, сын Карла Мартелла, подавил внешних и внутренних врагов, а затем решил уничтожить и фиктивную королевскую власть Меровингов. После переговоров с папой Захарием Пипин был помазан и провозглашён королём Франкского королевства. Последнего Меровинга, Хильдерика III, Пипин остриг и заключил в монастырь в ноябре 751 года.
Государство Меровингов ещё в значительной мере было языческим. Не менее важно и то, что христианизация не имела в нём статуса государственной политики: христианскую веру распространяли добровольцы-миссионеры, зачастую прибывшие из соседних регионов. Такие проповедники в V—VII веках обращали язычников, живших во внутренних районах государства франков — в окрестностях Парижа, Орлеана и т. д. Влияние папы в государстве франков было практически незаметно. Показательно то, что для низвержения Меровингов (с учётом прошлых неудачных попыток) потребовалась также санкция папы.

## Хронология и территории
| Период  | Суассон                                                 | Париж                                                   | Орлеан                                                  | Мец                                                     |
| ------- | ------------------------------------------------------- | ------------------------------------------------------- | ------------------------------------------------------- | ------------------------------------------------------- |
| 481—511 | Хлодвиг I                                               | Хлодвиг I                                               | Хлодвиг I                                               | Хлодвиг I                                               |
| 511—524 | Хлотарь I                                               | Хильдеберт I                                            | Хлодомир                                                | Теодорих I                                              |
| 524—534 |                                                         |                                                         |                                                         |                                                         |
| 534—548 |                                                         |                                                         |                                                         | Теодеберт I                                             |
| 548—555 |                                                         |                                                         |                                                         | Теодебальд                                              |
| 555—558 |                                                         |                                                         |                                                         |                                                         |
| 558—561 |                                                         |                                                         |                                                         |                                                         |
| Период  | Нейстрия                                                | Париж                                                   | Бургундия                                               | Австразия                                               |
| 561—567 | Хильперик I                                             | Хариберт I                                              | Гунтрамн                                                | Сигиберт I                                              |
| 567—575 |                                                         |                                                         |                                                         |                                                         |
| 575—584 |                                                         |                                                         |                                                         | Хильдеберт II                                           |
| 584—592 | Хлотарь II                                              |                                                         |                                                         |                                                         |
| 592—595 |                                                         |                                                         |                                                         |                                                         |
| 595—612 |                                                         |                                                         | Теодорих II                                             | Теодеберт II                                            |
| 612—613 |                                                         |                                                         | Сигиберт II                                             | Сигиберт II                                             |
| 613—629 |                                                         |                                                         |                                                         |                                                         |
| Период  | Нейстрия + Бургундия + Австразия                        | Нейстрия + Бургундия + Австразия                        | Нейстрия + Бургундия + Австразия                        | Аквитания                                               |
| 629—632 | Дагоберт I                                              | Дагоберт I                                              | Дагоберт I                                              | Хариберт II                                             |
| 632—639 |                                                         |                                                         |                                                         |                                                         |
| Период  | Нейстрия + Бургундия                                    | Нейстрия + Бургундия                                    | Австразия                                               | Австразия                                               |
| 639—656 | Хлодвиг II                                              | Хлодвиг II                                              | Сигиберт III                                            | Сигиберт III                                            |
| 656—657 |                                                         |                                                         |                                                         |                                                         |
| 657—673 | Хлотарь III                                             | Хлотарь III                                             | Хильдерик II                                            | Хильдерик II                                            |
| 673—675 |                                                         |                                                         |                                                         |                                                         |
| 675—675 | Теодорих III                                            | Теодорих III                                            | Хлодвиг III                                             | Хлодвиг III                                             |
| 676—679 |                                                         |                                                         | Дагоберт II                                             | Дагоберт II                                             |
| 679—691 |                                                         |                                                         | (Майордом Пипин Геристальский)                          | (Майордом Пипин Геристальский)                          |
| 691—695 | Хлодвиг IV                                              | Хлодвиг IV                                              |                                                         |                                                         |
| 695—711 | Хильдеберт III                                          | Хильдеберт III                                          |                                                         |                                                         |
| 711—715 | Дагоберт III                                            | Дагоберт III                                            |                                                         |                                                         |
| 715—717 | Хильперик II                                            | Хильперик II                                            |                                                         |                                                         |
| 717—719 |                                                         |                                                         | Хлотарь IV (Майордом Карл Мартелл)                      | Хлотарь IV (Майордом Карл Мартелл)                      |
| 719—721 |                                                         |                                                         |                                                         |                                                         |
| 721—737 | Теодорих IV (Майордом Карл Мартелл)                     | Теодорих IV (Майордом Карл Мартелл)                     | Теодорих IV (Майордом Карл Мартелл)                     | Теодорих IV (Майордом Карл Мартелл)                     |
| 737—741 | Карл Мартелл                                            | Карл Мартелл                                            | Карл Мартелл                                            | Карл Мартелл                                            |
| Период  | Нейстрия + Бургундия + Прованс                          | Нейстрия + Бургундия + Прованс                          | Австразия + Аламания + Тюрингия                         | Австразия + Аламания + Тюрингия                         |
| 741—743 | Майордом Пипин Короткий                                 | Майордом Пипин Короткий                                 | Майордом Карломан                                       | Майордом Карломан                                       |
| 743—747 |                                                         | Хильдерик III                                           | Хильдерик III                                           |                                                         |
| 747—751 |                                                         |                                                         |                                                         |                                                         |
| 751—768 | Пипин Короткий стал королём. Конец династии Меровингов. | Пипин Короткий стал королём. Конец династии Меровингов. | Пипин Короткий стал королём. Конец династии Меровингов. | Пипин Короткий стал королём. Конец династии Меровингов. |

## Палеогенетика
У образцов из могильника Меровингов недалеко от Бойльштадта в Тюрингии определили Y-хромосомные гаплогруппы R1a1a-M17 (элитный лидер 96, который был похоронен вместе с лошадью и собакой), R1b-P312 (элитный воин 131), R1b*, R1b-M73*, R1b-U152, R1b-M167, R1b-М529, R1b-L48, R1b-U106, E1b1b-V13, G2a2b2a1b-L497*, I2a2a-М223*, I2a2b-L38* и I1. В этом могильнике Меровингов можно было установить многочисленные родственные связи, особенно по материнской линии. Несколько погребений были совмещены с курганом одного из выдающихся воинских погребений могильника и содержали в основном лиц, связанных с воином. У образца 89 был определён синдромом Клайнфельтера (XXY).

## Меровинги в современной культуре
- В книге «Код да Винчи» Д. Брауна Меровинги фигурируют как потомки Иисуса Христа, что позаимствовано Брауном (вместе со всей псевдоисторической частью «Кода») из книги Байджента, Лея и Линкольна «Священная загадка», в которой утверждается, что Меровинги не вымерли, а продолжали править в южной Галлии в графстве Разес.
- В фильме «Матрица» одного из героев зовут Меровингеном.
- В книгах А. Мартьянова «Фафнир» и «Мировой кризис» потомки Меровингов образуют секретное общество, которое стремится к возвращению власти. В цикле «Вестники времён» Меровинги выступают как потомки Иисуса и родоначальники династии графов Тулузских, что и является причиной их вражды с французскими королями.